# Geschenk

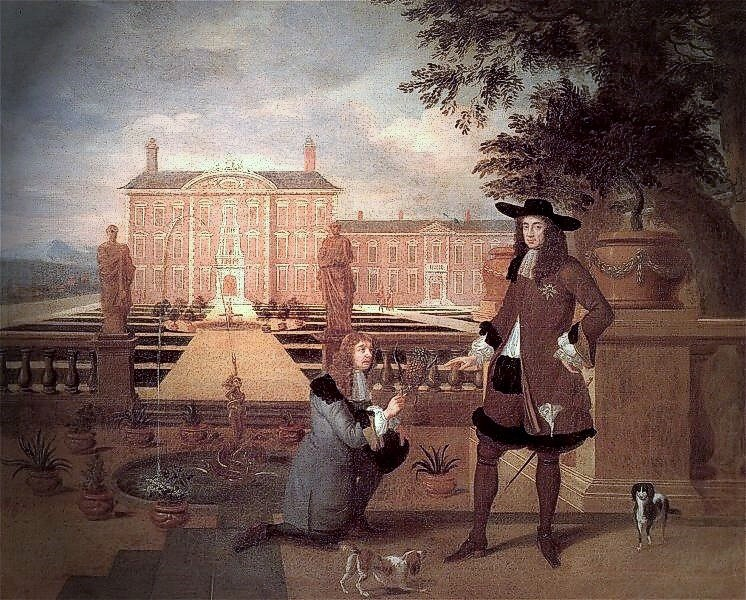
König Karl II. erhält eine Ananas als Geschenk vom Royal Gardener John Rose (Gemälde 1675, zugeschrieben Hendrick Danckerts)

Ein Geschenk (von (ein)schenken, also dem Bewirten eines Gastes) ist die freiwillige Eigentumsübertragung einer Sache oder eines Rechts an den Beschenkten ohne Gegenleistung – also unmittelbar zunächst kostenlos für den Empfänger. Im übertragenen Sinne kann man auch jemandem seine Aufmerksamkeit, sein Vertrauen oder seine Liebe schenken.
Schenken kann ein Ausdruck altruistischen Handelns sein. In diesem Fall will der Schenkende dem Beschenkten uneigennützig eine Freude bereiten. Schenken kann aber auch einen gewissen sozialen Druck auf den Beschenkten ausüben, dem Schenkenden seinerseits für eine Gegenleistung („Bestechung“) verpflichtet zu sein.
Gegenstände werden als Geschenk oft in Geschenkpapier verpackt. Geschenkband ist ein farbiges, dekoratives Band, mit dem Geschenke verziert werden. Es ist heutzutage in aller Regel aus Kunststoff und wird mit dekorativen Schleifen am Geschenk befestigt.
Ein Geschenk, das dem Beschenkten nichts Gutes tut, sondern ihm Unheil bringen soll, ist (in gehobener Sprache) ein Danaergeschenk.
In Karl Friedrich Wilhelm Wanders Deutsches Sprichwörter-Lexikon gibt es 57 Sprichwörter zum Thema Schenken und 69 über das Geschenk; z. B. Besser schenken als borgen (Nr. 2; Band 4, S. 142) oder Mit Geschenken kann man Mutter und Tochter lenken (Nr. 54; Band 1, S. 1591).

## Zwecke

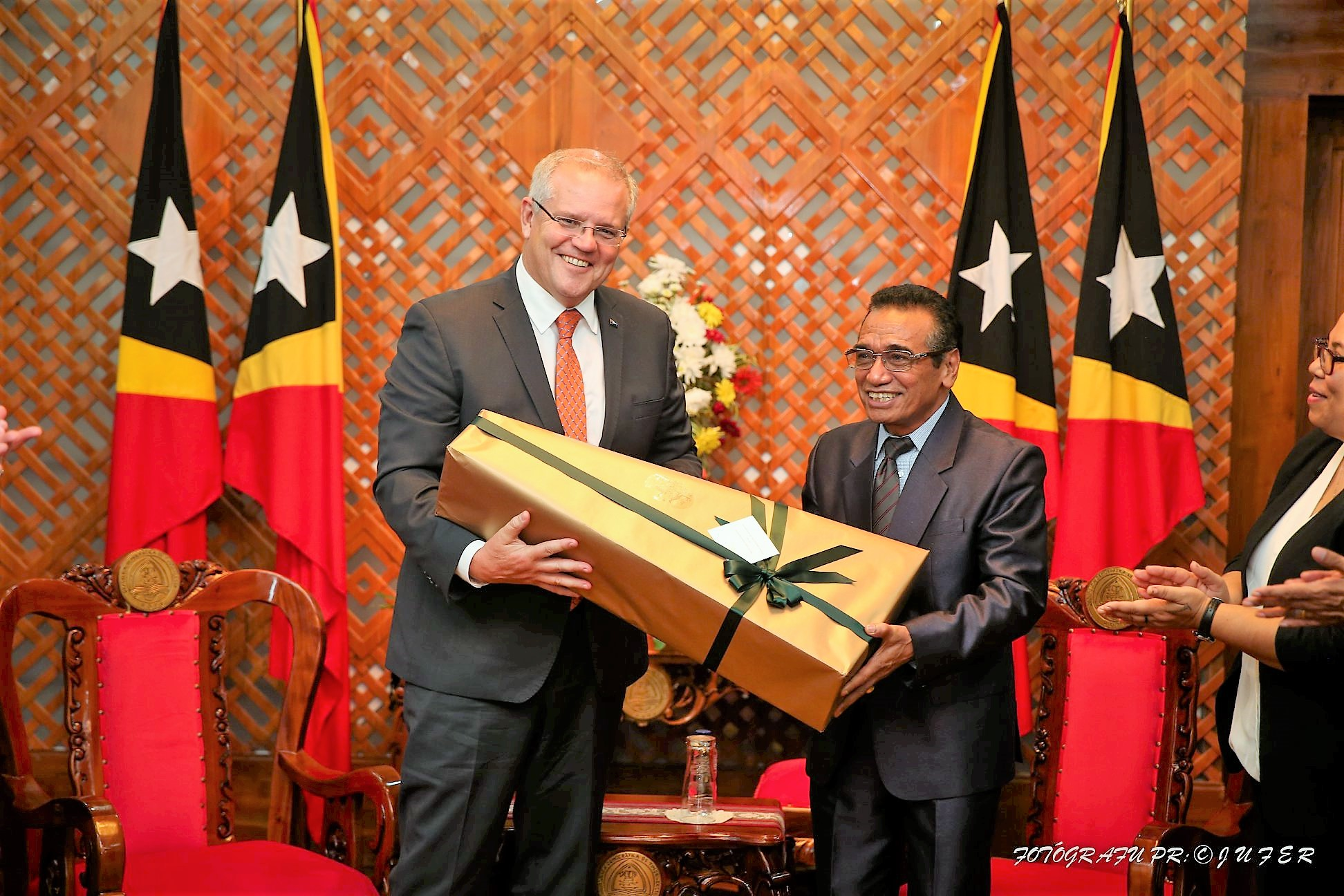
Australiens Premierminister Scott Morrison übergibt ein Gastgeschenk an Osttimors Präsidenten Francisco Guterres

Angenommene Geschenke verpflichten, denn sie sind vom Schenkenden immer mit einer Erwartung an den Beschenkten verbunden; sie sind also – soziologisch betrachtet – eine soziale Sanktion, die eine soziale Antwort verlangt, etwa eine Dankesgeste, eine Gegengabe, eine freundlichere Einstellung zum Schenkenden oder das Einstellen feindseliger Handlungen.
Mögliche Motive:
- Ausdruck von Dankbarkeit für ein erhaltenes Geschenk
  - Hoffnung auf ein möglichst gleichwertiges oder sogar höherwertiges Gegengeschenk: „Mit der Wurst nach der Speckseite werfen“ (Volksmund).
- Ausdruck von Liebe, Freundschaft, Zuneigung oder Verbundenheit, z. B. Brautgeschenk
  - Trost, bei Kindern z. B. eine Süßigkeit nach einem Sturz; auch Ersatz für etwas Entgangenes
  - Schenklust, Gebefreudigkeit, Großzügigkeit (vgl. auch Verschwendung)
- Wirts- oder Gastgeschenke: Gästen wird ein „Herzliches Willkommen“ entboten und der Gast überreicht dem Gastgeber eine Gabe (z. B. Blumen, Wein) als Dank für die Einladung (auch Mitbringsel genannt); seltener bedeutet Gastgeschenk ein Geschenk des Gastgebers für seinen Gast.[1]
  - Gästen im Wirtshaus eine Runde (Bier oder Schnaps) ausgeben
- anonyme Schenkungen an weniger Vermögende (vgl. Wohltätigkeit, Almosen, Spende). Der Dank erscheint dem Schenkenden als von Gott gegeben („Vergelt’s Gott“) oder seinem „guten Gewissen“, bzw. vom Über-Ich in der Psychologie (Freud).
- Anbahnung einer geschäftlichen bzw. beruflichen Beziehung (Werbegeschenk – vgl. auch Bestechung)
  - zur Motivation oder als Belohnung der Belegschaft bzw. des Personals (z. B. Sonderzahlungen);
  - Ressourcen (Lagerkapazität) sollen geschont werden, Ware wird mit werblichen Effekten verschenkt anstatt entsorgt.

## Anlässe

Gabe der Schweizerischen Schillerstiftung zu Ehren des Autors Hermann Hiltbrunner, 1945

Beliebte Geschenkanlässe sind Feste und Feiern:
- Babyparty mit Geschenken für die Schwangere
- Geburt oder Taufe (das Neugeborene, auch die Wöchnerin, bzw. der Täufling werden beschenkt)
  - Geburtstag (die Person, deren Geburt sich jährt, wird beschenkt, bewirtet aber auch ihre Gäste)
  - Erstkommunion, Konfirmation bzw. vergleichbare Feste anderer Glaubensbekenntnisse
  - Muttertag (auch „Vatertag“): Die Kinder beschenken ihre Eltern.
  - Namenstag (derjenige der das Fest seines Namenspatrons feiert erhält kleine Präsente)
- Ostern: Für Kinder werden oft Ostereier bzw. Süßigkeiten als Geschenk versteckt.
- Weihnachten: Ein Fest gegenseitigen Beschenkens („Bescherung“). Kleinen Kindern gegenüber werden die Weihnachtsgeschenke auch als Geschenke Dritter („Weihnachtsmann“, „Christkind“) ausgegeben – vergleichbare soziale Bräuche existieren auch sonst, um überreich Beschenkte von der Verpflichtung zu entlasten, das Geschenk zu erwidern.
- Jahresgabe eines Vereins, Verlags oder einer Institution an Mitglieder
- Valentinstag und Halloween sind teilweise auch in Deutschland als Geschenk-Anlässe adaptiert worden.
- Hochzeit: Das Brautpaar erhält meist Geschenke. Im Gegenzug werden die Hochzeitsgäste (herkömmlich in Deutschland von den Brauteltern) auch bewirtet und erhalten manchmal auch kleine Gastgeschenke.
- Hochzeitstag (Silberhochzeit, Goldene Hochzeit etc.)
- eine bestandene Prüfung (der Abiturient oder der Student erhält Geschenke)
- ein Jubiläum (Jahrestag des Arbeitsbeginns, der Firmengründung, der Vereinsgründung, Beginn einer Beziehung etc.)
- Bestattungen (Grabkränze für den Toten).

Des Weiteren sind je nach Kulturkreis und Anlass auch Gastgeschenke bei Besuchen üblich. In der Diplomatie sind Gastgeschenke bei Staatsbesuchen obligatorisch.

## Schenken in Philosophie und Sozialwissenschaften

### Philosophie
Der Begriff der Gabe spielt besonders in den Philosophien von Emmanuel Lévinas und Jacques Derrida eine wichtige Rolle. Er wird hier insbesondere diskutiert im Zusammenhang mit Begriffen wie Gastfreundschaft, Ökonomie und Zeit (vgl. die französische Polysemie von présent gegenwärtig/anwesend und Geschenk). Eine Gabe, so Derrida, sei ohne Erwartung einer Gegengabe praktisch nicht denkbar, gleichzeitig aber schlösse das Konzept „Gabe“ in Reinform eine solche Erwartung gerade aus. Diese „unmögliche Möglichkeit“ (vgl. Paradoxon, Aporie) ist Grundlage einer Ethik der Dekonstruktion.
Die Analysen von Derrida beziehen sich besonders auf Martin Heidegger und dessen Begriff des „es gibt“ sowie den berühmten Essai sur le don des französischen Soziologen Marcel Mauss von 1925 (siehe unten).

### Ethnologie, Soziologie
Bronisław Malinowski erforschte in einer bahnbrechenden Studie die Grundlagen von Geschenkökonomien anhand von Völkern der Südsee (vgl. Kula), in denen eine Kultur der Gabe besteht, die jenseits der Tauschökonomie funktioniert. Marcel Mauss erläuterte mit solchen Forschungen, dass viele westliche Ideen von Geben, Nehmen, Schenken, Empfangen usw. auf denselben logischen Grundlagen ruhen wie der freie Markt und entsprechend nur einige Aspekte des Schenkens erfassen.
In der Tradition der indianischen Kwakiutl am Unterlauf des Columbia River war es unter Häuptlingen unabweislich, Geschenke reichlicher zu erwidern. Das hatte nicht selten zur Folge, dass sich einer (oder beide) am Ende ruinierte.
Noch heute wird bei vielen Stämmen Amerikas das Schenken in Form des s.g. „give away“ (vergleiche Potlatch) gepflegt und bei Veranstaltungen und Zeremonien werden Verwandte und Freunde reich beschenkt. Dies sind häufig Decken, Pferde, sogar Autos oder einfach praktische Dinge des täglichen Lebens.

### Psychologie
Dem Grundsatz entsprechend, dass Belohnung (Schenken) für Lernen sorgt, ist Schenken oder das Geschenk u. a. eine Einflussnahme auf Lernprozesse. Indem so für positive Emotionen gesorgt wird, wird Lernen initiiert. Auch wenn es der Schenkende nicht beabsichtigt, sorgt er für die „Änderungen kortikaler Repräsentationen“ (Manfred Spitzer); er beeinflusst Lernen beim Beschenkten (siehe dazu: Verstärkung (Psychologie) und Lernen). Wird in diesem Sinne geschenkt, erhält das Schenken einen strategischen Hintergrund.

### Geschichte
Bereits in primitiven Kulturen wurden Geschenke gemacht. Diese sollten Liebe und Zuneigung ausdrücken oder dienten als Statussymbol.
Im alten Rom wurden während der Neujahrsfeiern Geschenke (Apophoreta) gemacht. Diese Geste sollte dem Schenkenden viel Glück im kommenden Jahr bringen.

## Recht

### Deutschland
Im deutschen Privatrecht bedarf ein Geschenk stets der Annahme, also einer gegenseitigen Willenserklärung des Schenkenden und des Beschenkten. Erst durch diesen Schenkungsvertrag tritt der Rechtserfolg ein. Allgemein gilt der volkstümliche Grundsatz „Geschenkt ist geschenkt – wieder holen ist gestohlen“. Juristische Ausnahmen hierzu wie grober Undank findet man unter Schenkung.
Zu unterscheiden sind die sofort vollzogene Schenkung (Handschenkung, § 516 BGB) und das Schenkungsversprechen (z. B. zur Übertragung eines Grundstücks, bei dem Formerfordernisse zu wahren sind § 518 BGB). Die Schenkung setzt eine unentgeltliche Zuwendung aus dem Vermögen des Schenkers in das Vermögen des Beschenkten voraus, bei dem sich beide Vertragspartner über die Unentgeltlichkeit einig sind.
Keine Schenkungen sind zum Beispiel die Ausstattung des Kindes im Sinne des § 1624 BGB und die so genannten unbenannten Zuwendungen unter Ehegatten. Von einer solchen spricht man, wenn sich Ehegatten Vermögensgegenstände zuwenden, die ihren Rechtsgrund in der bestehenden Ehe haben.
Zur Vermeidung erbrechtlicher Unklarheiten kann der Schenker anordnen, dass sich der Beschenkte die Schenkung nach § 2315 BGB auf den Pflichtteil anrechnen lassen muss oder die Schenkung nach § 2050 Abs. 3 BGB im Erbfall mit seinen Geschwistern ausgleichen muss.
Dienstkräften wie beispielsweise Beamten ist es nach dem Dienstrecht untersagt, Geschenke anzunehmen bzw. zu behalten. Damit soll vermieden werden, dass die Objektivität in der Erfüllung der Amtsgeschäfte beeinträchtigt wird (siehe auch Vorteilsannahme).
Schenkung sind unter Umständen steuerpflichtig.

### Österreich
Das österreichische ABGB regelt in den §§ 938–942, 944 und 945 die Schenkung. Danach handelt es sich bei der unentgeltlichen Überlassung einer Sache um eine Schenkung (§ 938 AGBG). Nach § 285 ABGB umfasst dieser Sachenbegriff aber auch Forderungen und allgemeine Rechte. Wie in Deutschland und der Schweiz handelt es sich um einen gegenseitigen schuldrechtlichen Vertrag. Der Vertrag wird als einseitig den Beschenkenden verpflichtender Vertrag aufgefasst. Damit es sich nach österreichischem Recht um eine Schenkung handelt muss der Schenkende einen Schenkungswillen haben und mit in Schenkungsabsicht handeln. Unentgeltliche Überlassungen, etwa zu Werbezwecken, können daher unter Umständen keine Geschenke sein. Seit 1875 ist ein Schenkungsvertrag, wenn die Sache nicht sogleich übergeben wird, nur gültig, wenn ein Notariatsakt durchgeführt wird (§ 943 ABGB). Diese Vorschrift dient dem Gläubigerschutz, auch wenn sie dem Rechtsempfinden in der Bevölkerung zu widersprechen scheint.

### Schweiz
Im Schweizer Recht handelt es sich bei Schenkungen um Verträge, die auf die unentgeltliche Erbringung einer Leistung ohne vorbestehenden rechtlichen Anlass gerichtet sind. Im schweizerischen Obligationenrecht ist die Schenkung seit einer Revision seit 1911/1912 in den Art. 239–252 geregelt. Die Regelung zeigt starke Einflüsse des deutschen BGB. Schenkungen können nach schweizerischem Recht nicht nur auf Gegenstände (Sachschenkung), sondern auch auf die Abtretung von Forderungen oder ähnliches gerichtet sein. Es handelt sich nach schweizerischem Recht um einen schuldrechtlichen Vertrag. In der Schweiz ist allerdings die Wertung, ob es sich um eine Schenkung handelt, objektiv und nicht nach den Vorstellungen der Parteien zu beurteilen.